# KS X 1003
KS X 1003 ist ein koreanischer Standard, der eine 7-Bit-Zeichenkodierung für das lateinische Alphabet definiert. Die Zeichenkodierung ist größtenteils identisch zu ASCII, nur das Wonzeichen ₩ ersetzt den umgekehrten Schrägstrich \ an Codepunkt 0x5C.
KS X 1003 ist in EUC-KR und dessen Erweiterungen implementiert.